# Soziales Lernen bei Tieren
Soziales Lernen beschreibt in der vergleichenden Verhaltensforschung diejenigen Lernprozesse, die durch die Beobachtung von – oder der Interaktion mit – anderen Tieren oder deren Verhaltensprodukten ermöglicht oder erleichtert werden. Fähigkeiten zum sozialen Lernen wurden bereits in Insekten, Fischen, Vögeln, Reptilien, Amphibien und Säugetieren nachgewiesen.
Historisch wurden mit dem Begriff „Soziales Lernen“ insbesondere menschentypische Lernprozesse beschrieben, die auf der Imitation oder Emulation sozial beobachteten Verhaltens beruhen. Neuere Forschung zeigte jedoch, dass auch indirekte, lediglich sozial vermittelte Stimuli, wie etwa hinterbliebene Werkzeuge oder Nahrungsreste die Aufmerksamkeit des Lernenden lenken und somit indirektes soziales Lernen ermöglichen können (Reizverstärkung). In diesem Sinne "sozial erlernt" werden können daher verschiedene kontextuelle Aspekte des Verhaltens, wie der Zeitpunkt (auch bekannt als Know-When), Ort (Know-Where), Akteur (Know-Who) oder Gegenstand (Know-What) eines Verhaltens. Empirisch hat sich gezeigt, dass es im Tierreich eher selten ist wenn stattdessen (oder zusätzlich) auch die spezifische Art und Weise wie ein Verhalten ausgeführt werden kann und/oder wie ein Werkzeug hergestellt und genutzt werden kann  sozial erlernt wird (Know-How).
Soziale Lernprozesse können daher, indirekt durch kontextuelle Aspekte, die individuelle Aneignung von Know-How auslösen, aber sie können – in seltenen Fällen –  das Know-How selbst übertragen, beim Menschen hingegen geschieht dies oft. Die Erforschung sozialer Lernprozesse ist daher auch von direkter Bedeutung für das Verständnis menschlicher und nicht-menschlicher Kultur – und insbesondere für deren Vergleich.

## Inhalt sozialer Lernprozesse
Es ist eine große Vielfalt an sozialen Lernmechanismen beschrieben, was eine Kategorisierung nötig macht. Alle lebenden Organismen müssen ihr Verhalten in den gleichen Verhaltensdismensionen steuern: zeitlich, örtlich, und inhaltlich. Entsprechend wird nun die Erforschung einer Vielfalt psychologischer und verhaltensbiologischer Konzepte, inklusive Sozialen Lernens anhand der Ergänzungsfragen („W-Fragen“) strukturiert. Die Anwendung dieses Klassififzierungssystems auf Soziales Lernen ermöglicht es, verschiedene Arten des Sozialen Lernens systematisch und intuitiv zu kategorisieren. Daher können die Lernmechanismen in 5 Kategorien aufgeteilt werden, je nachdem, welche Information sie übermitteln:
- Wie wird agiert? (Know-How)[12][13]
- Mit was wird agiert? (Know-What)[12][13]
- Wo wird agiert? (Know-Where)[13]
- Wann wird agiert? (Know-When)
- Wer agiert? (Know-Who)

Hierbei ist es sowohl möglich, am erfolgreichen Beispiel zu lernen (Positive Verstärkung), als auch am erfolglosen bzw. negativ verstärktem Beispiel zu lernen wie, wo, wann oder von wem gerade nicht agiert werden soll (z. B. „Know-When-Not“ etc.). Zudem kann ein Tier gleichzeitig mehrere Lernmechanismen anwenden (sofern es zu diesen Lernmechanismen befähigt ist). So kann z. B. gleichzeitig ein Know-Where als auch ein Know-What gelernt werden (z. B. könnte ein Affe gleichzeitig lernen, wo (Know-Where) es wann (Know-When) eine bestimmte (Know-What) Nahrung gibt: z. B. "Nüsse gibt es hier zu dieser Jahreszeit").

### Know-How
Wenn sozial erlernt wird wie agiert wird, kann dies als Soziales Lernen von Know-How zusammengefasst werden. Hier wird über das Lernen kontextueller Faktoren hinaus (was, wo, wann, wer) durch Imitation oder Emulationslernen auch die Form des Verhaltens und/oder des Werkzeuggebrauchs erlernt.

#### Verhaltensaktionen
In der klassischen menschlichen Lernpsychologie bezeichnet soziales Lernen insbesondere die Nachahmung, oder Imitation. So beschreibt etwa die von Albert Bandura entwickelte Sozialkognitive Lerntheorie soziales Lernen als direkten, kognitivistischen, vom Lernenden aktiv verfolgten und reflektierbaren Lernprozess. Vor allem wenn Bewegungsoperationen unabhängig von ihrer Wirkung kopiert werden, kann von direkter Imitation als Mechanismus sozialen Lernens ausgegangen werden. Ein solches Imitationsverhalten ist typisch für die menschliche Kindesentwicklung: oft werden auch Verhaltensschritte 'über-imitiert' die zum Erreichen eines Zieles offensichtlich nicht notwendig sind und das Ausführen der Aktion erschweren. Zum Beispiel konnte gezeigt werden, dass Kleinkinder die beobachten wie ein Erwachsener trotz freier Hände einen Lichtschalter mit der Stirn betätigt dazu neigen, den Schalter ebenfalls auf diese erschwerte Weise zu benutzen. Hinweise für die Imitation von Bewegungen im Tierreich gibt es zum Beispiel bei in Forschungszentren gehaltenen Delfinen und speziell trainierten Schimpansen. Es wird diskutiert, inwiefern diese Tierimitation aus dem Tier heraus erfolgt, oder ob der Mensch diese Fähigkeit zur Imitation den menschlich gehaltenen Tieren erst – intentional oder unintentional – vermitteln muss.

#### Umweltmanipulation
Neben der gezielten Imitation kann auch Emulationslernen dazu führen, dass die Form eines Verhaltens kopiert wird. In diesem Fall werden jedoch nicht die Bewegungsabläufe eines Verhaltens erlernt und imitiert, sondern entstehen durch den Versuch die Wirkung zu replizieren. Zum Beispiel könnte ein Tier durch Beobachtung lernen, wie an einer Tür verschiedene Riegel verschoben werden müssen, um diese zu öffnen. Auch ohne die Bewegungsabläufe des Modells erlernt zu haben könnten diese Informationen erfolgreich genutzt werden um die Tür zu öffnen. 1

#### Akustische Sequenzen
Das spontane Kopieren von Gesang von Singvögeln gilt als eines der am besten erforschten Beispiele sozialen Lernens. Dass z. B. (in Gefangenschaft gehaltene) Leierschwänze nicht nur ihre Artgenossen, sondern auch die Geräusche moderner elektronischer Geräte (z. B. Kettensägen, Klingeltöne) imitieren, zeigt, dass die Ähnlichkeit der von Artgenossen gesungenen Melodien nicht nur auf genetische Veranlagung zurückzuführen ist. Da beim Kopieren von Geräuschen je nach anatomischen Gegebenheiten auch unterschiedliche motorische Systeme genutzt werden um eine akustische Sequenz zu replizieren, schlagen einige Wissenschaftler vor, dies nicht als Imitation, sondern als Emulationslernen zu klassifizieren.

### Know-What
Soziale Reize können die Aufmerksamkeit darauf lenken, mit was agiert wird. Dies ermöglicht Gegenstands-bezogenes Lernen auch ohne gezielte Beobachtung (Reizverstärkung, „Stimulus Enhancement“). Zum Beispiel können soziale Reize Tiere darin unterstützen, zu lernen welche Pflanzen essbar sind oder welche möglicherweise zurückgelassenen Werkzeuge zuvor benutzt wurden.  Zum Beispiel konnte gezeigt werden, dass Graugänse länger und erfolgreicher mit geschlossenen Dosen interagieren, wenn sie zuvor beobachtet hatten, dass ein Mensch diese hantiert.

### Know-Who
Reizverstärkung im sozialen Bereich kann analog zu Know-What ermöglichen, dass auch ohne gezielte Beobachtung sozial erlernt wird wer eine bestimmte Handlung ausführt. In einer Studie mit Rabenvögeln konnte zum Beispiel gezeigt werden, dass Artgenossen und Nachkommen von Krähen die zuvor von Forschern eingefangen und freigelassen wurden später aggressiv auf diese potentiell 'gefährlichen' Forscher reagierten, obwohl sie den Fangprozess selber nicht beobachtet hatten.

### Know-Where
Durch Reizverstärkung kann auch ohne gezielte Beobachtung erlernt werden wo eine Handlung ausgeführt werden kann („Local Enhancement“). Beispielsweise kann die Gegenwart anderer Tiere oder die Akkumulation von Werkzeugen an bestimmten Nutzungsorten die Aufmerksamkeit auf Orte mit besonderer Nahrungsverfügbarkeit lenken. In einigen Fischarten wurde zum Beispiel beobachtet, dass Präferenzen für Aufenthaltsorte und Bewegungsrouten gruppenspezifisch sozial erlernt werden.

### Know-When
Auch die zeitliche Dimension von Verhalten, wann agiert wird, kann sozial erlernt werden. Zum Beispiel konnten Wissenschaftler zeigen, dass sich verschiedene Gruppen Erdmännchen der Kalahari-Wüste in ihren Aufwachzeiten über mehrere Generationen hinweg voneinander unterscheiden. Diese gruppenspezifischen Unterschiede der zeitlichen Strukturierung sind nicht auf ökologische Unterschiede zurückführbar und gelten daher als sozial erlernt.

## Relevanz für das Kulturverständnis
Die Erforschung der Tierkultur, bzw. Tiertradition, ist ein stark debatiertes Feld im Schnittpunkt von Biologie, Archäologie, Anthropologie und Psychologie. Da verschiedene soziale Lernprozesse die Aneignung komplexer Verhaltensweisen ermöglichen, beschleunigen oder triggern können, ist die Erforschung sozialen Lernens von direkter Bedeutung für das Verständnis kultureller Prozesse in Mensch und Tier. Zum Beispiel ermöglichen soziale Hinweisreize soziale Traditionen bei Kapuzineraffen.
Umstritten ist allerdings, inwieweit Tierkulturen mit der menschlichen Kultur vergleichbar sind. Insbesondere von Bedeutung, um die möglichen Unterschiede menschlicher und tierischer Kultur zu verstehen, ist die Suche nach Sozialem Lernen von Know-How bei Tieren. Diese Art sozialen Lernens ermöglicht es, dass auch Verhaltensweisen und Werkzeuge gelernt werden können, dessen individuelle Entdeckung über die kognitiven Kapazitäten und die Lebenszeit eines einzelnen Individuums hinaus gehen würde. Zum Beispiel könnten technisch-komplexe Errungenschaften wie z. B. Telefonie nicht erfunden werden, ohne auf das Know-How vorheriger Generationen zurückzugreifen. Soziales Lernen von Know-How ist daher unabdingbar für menschliche Kultur. Ob, und inwieweit, die Weitergabe von Know-How auf kulturellem Wege auch bei Tieren – und insbesondere bei anderen Menschenaffen – spontan vorhanden ist, ist Gegenstand momentaner Debatten. Innerhalb dieser Diskussion wird u. a. darauf hingewiesen, dass die Quantität von vorhandenem Know-How (also wie viele verschiedene Formen von Know-How gezeigt werden) sich stark zwischen Menschenaffe und Mensch unterscheidet. Menschenaffen zeigen einige tausend solcher Verhaltensweisen, während deren Anzahl sich beim Menschen im Milliardenbereich bewegt.